# Eriopyga rubot
Eriopyga rubot là một loài bướm đêm trong họ Noctuidae.